# Mistrzostwa Europy w Lekkoatletyce 2016 – bieg na 1500 m mężczyzn
Bieg na 1500 metrów mężczyzn – jedna z konkurencji biegowych rozgrywanych podczas lekkoatletycznych mistrzostw Europy na Olympisch Stadion w Amsterdamie.

## Terminarz
| Data    | Godzina |          |
| ------- | ------- | -------- |
| 7 lipca | 18:25   | 1. runda |
| 9 lipca | 21:50   | Finał    |

## Rekordy
Tabela prezentuje rekord świata, rekord Europy, najlepsze osiągnięcie na Starym Kontynencie, a także najlepszy rezultat na świecie w sezonie 2016 przed rozpoczęciem mistrzostw.
|                          | Zawodnik           | Wynik   | Miejsce    | Data                 |
| ------------------------ | ------------------ | ------- | ---------- | -------------------- |
| Rekord świata            | Hicham El Guerrouj | 3:26.00 | Rzym       | 14 lipca 1998(dts)   |
| Listy światowe           | Asbel Kiprop       | 3:29.33 | Birmingham | 5 czerwca 2016(dts)  |
| Rekord mistrzostw Europy | Fermín Cacho       | 3:35.27 | Helsinki   | 9 sierpnia 1994(dts) |
| Rekord Europy            | Mo Farah           | 3:28.81 | Monako     | 19 lipca 2013(dts)   |

## Rezultaty

### Eliminacje
Opracowano na podstawie materiału źródłowego.
| Miejsce | Bieg | Zawodnik                   | Reprezentacja   | Czas    | Uwagi |
| ------- | ---- | -------------------------- | --------------- | ------- | ----- |
| 1       | 3    | Jake Wightman              | Wielka Brytania | 3:39.32 | Q     |
| 2       | 3    | Henrik Ingebrigtsen        | Norwegia        | 3:39.66 | Q     |
| 3       | 3    | Florian Carvalho           | Francja         | 3:39.73 | Q     |
| 4       | 3    | Filip Sasínek              | Czechy          | 3:39.77 | q     |
| 5       | 3    | Richard Douma              | Holandia        | 3:39.80 | q     |
| 6       | 1    | Filip Ingebrigtsen         | Norwegia        | 3:40.23 | Q     |
| 7       | 1    | Homiyu Tesfaye             | Niemcy          | 3:40.44 | Q     |
| 8       | 1    | David Bustos               | Hiszpania       | 3:40.60 | Q     |
| 9       | 3    | Isaac Kimeli               | Belgia          | 3:41.25 | q     |
| 10      | 1    | Peter Callahan             | Belgia          | 3:41.75 |       |
| 11      | 1    | Tom Lancashire             | Wielka Brytania | 3:42.08 |       |
| 12      | 3    | Timo Benitz                | Niemcy          | 3:42.40 |       |
| 13      | 2    | Ismael Debjani             | Belgia          | 3:42.62 | Q     |
| 14      | 2    | Mourad Amdouni             | Francja         | 3:42.64 | Q     |
| 15      | 1    | Mohad Abdikadar Sheikh Ali | Włochy          | 3:42.91 |       |
| 16      | 2    | Lee Emanuel                | Wielka Brytania | 3:42.92 | Q     |
| 17      | 2    | Snorre Holtan Løken        | Norwegia        | 3:42.97 |       |
| 18      | 1    | Petr Vitner                | Czechy          | 3:43.22 |       |
| 19      | 3    | Levent Ateş                | Turcja          | 3:43.25 |       |
| 20      | 2    | Marc Alcalá                | Hiszpania       | 3:43.43 |       |
| 21      | 2    | Dmitrijs Jurkevičs         | Łotwa           | 3:43.44 |       |
| 22      | 3    | Wołodymir Kyts             | Ukraina         | 3:43.58 |       |
| 23      | 1    | Bryan Cantero              | Francja         | 3:43.65 |       |
| 24      | 2    | Jonas Leanderson           | Szwecja         | 3:44.09 |       |
| 25      | 3    | Amine Khadiri              | Cypr            | 3:44.61 |       |
| 26      | 1    | Tamás Kazi                 | Węgry           | 3:44.64 |       |
| 27      | 2    | Benjamin Kovács            | Węgry           | 3:45.16 |       |
| 28      | 1    | Eoin Everard               | Irlandia        | 3:45.46 |       |
| 29      | 2    | Marco Pettenazzo           | Włochy          | 3:45.65 |       |
| 30      | 1    | Andreas Vojta              | Austria         | 3:46.32 |       |
| 31      | 2    | Andreas Bueno              | Dania           | 3:46.44 |       |
| 32      | 2    | Hélio Gomes                | Portugalia      | 3:46.66 |       |
| 33      | 3    | Joao Bussotti Neves        | Włochy          | 3:50.58 | q     |
| 34      | 3    | Llorenç Salas              | Hiszpania       | 3:51.49 |       |
| 35      | 2    | Harvey Dixon               | Gibraltar       | 3:51.82 |       |
| -       | 1    | Johan Rogestedt            | Szwecja         | DSQ     |       |
| -       | 2    | Jakub Holuša               | Czechy          | DSQ     |       |

### Finał
Opracowano na podstawie materiału źródłowego.
| Msc. | Zawodnik            | Kraj            | Czas    | Uwagi |
| ---- | ------------------- | --------------- | ------- | ----- |
| 1 !  | Filip Ingebrigtsen  | Norwegia        | 3:46.65 |       |
| 2 !  | David Bustos        | Hiszpania       | 3:46.90 |       |
| 3 !  | Henrik Ingebrigtsen | Norwegia        | 3:47.18 |       |
| 4    | Richard Douma       | Holandia        | 3:47.32 |       |
| 5    | Florian Carvalho    | Francja         | 3:47.32 |       |
| 6    | Lee Emanuel         | Wielka Brytania | 3:47.57 |       |
| 7    | Jake Wightman       | Wielka Brytania | 3:47.68 |       |
| 8    | Filip Sasínek       | Czechy          | 3:47.76 |       |
| 9    | Isaac Kimeli        | Belgia          | 3:47.92 |       |
| 10   | Homiyu Tesfaye      | Niemcy          | 3:47.93 |       |
| 11   | Ismael Debjani      | Belgia          | 3:49.12 |       |
| 12   | Joao Bussotti Neves | Włochy          | 3:50.43 |       |
| 13   | Mourad Amdouni      | Francja         | 3:51.61 |       |